# 今井田站
今井田站（日语：／ Imaida eki */?）是位於廣島縣廣島市安佐北區可部町今井田，西日本旅客鐵道（JR西日本）可部線的鐵路車站（廢站）。

## 歷史
- 1956年（昭和31年）
  - 11月19日：國鐵可部線今井田臨時乘降場啟用[1]。
  - 12月20日：升級為今井田站[1]。該站為一座客運車站（無人車站）[1]。但是只有柴油列車停靠此站[2]。
    - 當時車站在廣島縣安佐郡可部町今井田。
- 1972年（昭和47年）9月1日：國鐵（→JR）把特定都區市內制度引入至廣島市，但是此站不是在「廣島市內」車站[3][注 1]。
- 1973年（昭和48年）5月1日：在國鐵（→JR）特定都區市內制度下，此站納入為「廣島市內」車站[4]。
- 1987年（昭和62年）4月1日：伴隨國鐵分割民營化，車站由西日本旅客鐵道（JR西日本）營運[1]。
- 2003年（平成15年）12月1日：車站廢除。

## 車站構造
此站是地面車站，設有1面1線的單式月台。此站為無人車站，沒有站舍。路軌南邊設有月台，在月台上設有候車室。

## 使用狀況
以下數據取自廣島市統計書和廣島市勢要覧：
| 年度               | 1日平均 乘車人次 | 年度 總數 | 定期票 總數 | 普通票 總數 |
| ------------------ | ---------------- | --------- | ----------- | ----------- |
| 1968年（昭和43年） | 179.6            | 131,118   | 111,392     | 19,726      |
| 1969年（昭和44年） | 168.9            | 123,291   | 105,376     | 17,915      |
| 1970年（昭和45年） | 150.7            | 110,040   | 94,606      | 15,434      |
| 1971年（昭和46年） | 139.8            | 102,302   | 82,596      | 19,706      |
| 1972年（昭和47年） | 132.5            | 96,746    | 79,154      | 17,592      |
| 1973年（昭和48年） | 139.1            | 101,528   | 77,218      | 24,310      |
| 1974年（昭和49年） | 138.7            | 101,225   | 74,040      | 27,185      |
| 1975年（昭和50年） | 134.7            | 98,608    | 68,616      | 29,992      |
| 1976年（昭和51年） | 121.2            | 88,458    | 58,212      | 30,246      |
| 1977年（昭和52年） | 119.3            | 87,092    | 59,326      | 27,766      |
| 1978年（昭和53年） | 97.1             | 70,900    | 51,940      | 18,960      |

以上1日平均乘車人次是假設乘車人次與下車人次相同。再把年度總數除以365（如果是閏年（1971・1975年）便是366）後，取自小數點第二位（四捨五入）。
| 年度                | 1日平均 乘車人次 |
| ------------------- | ---------------- |
| 1979年（昭和54年）  | 92               |
| 1980年（昭和55年）  | 85               |
| 1981年（昭和56年）  | 60               |
| 1982年（昭和57年）  | 57               |
| 1983年（昭和58年）  | 55               |
| 1984年（昭和59年）  | 50               |
| 1985年（昭和60年）  | 49               |
| 1986年（昭和61年）  | 52               |
| 1987年（昭和62年）  | 53               |
| 1988年（昭和63年）  | 45               |
| 1989年（平成 元年） | 40               |
| 1990年（平成02年）  | 37               |
| 1991年（平成03年）  | 43               |
| 1992年（平成04年）  | 37               |
| 1993年（平成05年）  | 28               |
| 1994年（平成06年）  | 29               |
| 1995年（平成07年）  | 24               |
| 1996年（平成08年）  | 24               |
| 1997年（平成09年）  | 22               |
| 1998年（平成10年）  | 22               |
| 1999年（平成11年）  | 16               |
| 2000年（平成12年）  | 12               |
| 2001年（平成13年）  | 10               |
| 2002年（平成14年）  | 11               |
| 2003年（平成15年）  | 10               |

## 車站周邊
車站北邊設有廣島縣道267號宇津可部線。在車站南邊為太田川。在車站東邊設有筒瀬橋（紅色的吊橋），靠近下流設有安佐北大橋（廣島縣道269號今井田綠井線）兩橋均連接對面岸的廣島市安佐北區安佐町筒瀨。
- 廣島交通（日语：広島交通）「今井田」巴士站

## 現狀
候車室已關閉，站牌已經撤走。

## 其他
在1986年（昭和61年）3月21日販賣，河合園子的單曲（作詞：秋元康，作曲與編曲：後藤次利）中之音樂錄像是在此站取景。另外，在新廣島電視台上放映的「河合園子 巡迴演唱會 風船旅行」（1986年9月13日(土)PM5:00～ 廣島郵政儲蓄會堂）的廣告都是在此站取景。

## 相鄰車站
西日本旅客鐵道（JR西日本）
可部線
河戶－今井田－安藝龜山（舊站）

## 注腳

## 相關項目
- 日本鐵路車站列表 I